# Curvatura média
Na matemática, a curvatura média {\displaystyle H} de uma superfície {\displaystyle S} é uma medida extrínseca da curvatura que vem da geometria diferencial e descreve localmente a curvatura de uma superfície incorporada em algum ambiente espacial, como o espaço euclidiano.
O conceito foi usado por Sophie Germain em seu trabalho sobre a teoria da elasticidade. Jean Baptiste Marie Meusnier o usou em 1776, em seus estudos sobre superfícies mínimas. É importante na análise de superfícies mínimas, que possuem curvatura média zero, e na análise de interfaces físicas entre fluidos (como filmes de sabão ) que, por exemplo, apresentam curvatura média constante em fluxos estáticos, pela equação de Young-Laplace.
Deixe {\displaystyle p} ser um ponto na superfície {\displaystyle S}. Cada plano através de {\displaystyle p} contendo a linha normal para {\displaystyle S} corta {\displaystyle S} em uma curva (plana). Fixando uma opção de unidade normal fornece uma curvatura específica para essa curva. Como o plano é rotacionado por um ângulo {\displaystyle \theta } (sempre contendo a linha normal), a curvatura pode variar. A curvatura máxima {\displaystyle \kappa _{1}} e a curvatura mínima {\displaystyle \kappa _{2}} são conhecidas como as curvaturas principais de {\displaystyle S}.
A curvatura média em {\displaystyle p\in S} é então a média das curvaturas específicas por todos os ângulos {\displaystyle \theta } :
{\displaystyle H={\frac {1}{2\pi }}\int _{0}^{2\pi }\kappa (\theta )\;d\theta }.
Aplicando o teorema de Euler, vemos que isso é igual à média das curvaturas principais (Spivak 1999, Volume 3, Chapter 2)  :
{\displaystyle H={1 \over 2}(\kappa _{1}+\kappa _{2}).}
De maneira mais geral (Spivak 1999, Volume 4, Chapter 7) , para uma Hípersuperfície {\displaystyle T} a curvatura média é dada como
{\displaystyle H={\frac {1}{n}}\sum _{i=1}^{n}\kappa _{i}.}
Mais abstratamente, a curvatura média é o traço da segunda forma fundamental dividida por n (ou equivalente, o operador de forma).
Além disso, a curvatura média {\displaystyle H} pode ser escrita em termos do derivada covariante {\displaystyle \nabla } como
{\displaystyle H{\vec {n}}=g^{ij}\nabla _{i}\nabla _{j}X,}
usando as relações de Gauss-Weingarten, onde {\displaystyle X(x)} é uma hipersuperfície suavemente incorporada, {\displaystyle {\vec {n}}} um vetor normal unitário e {\displaystyle g_{ij}} o tensor métrico.
Uma superfície é uma superfície mínima se e somente se a curvatura média for zero. Além disso, uma superfície que se desenvolve sob a curvatura média da superfície {\displaystyle S}, diz-se que obedece a uma equação do tipo calor chamada equação de fluxo de curvatura média.
A esfera é a única superfície incorporada de curvatura média positiva constante, sem limites ou singularidades. No entanto, o resultado não é verdadeiro quando a condição "superfície incorporada" é enfraquecida para "superfície imersa".

## Superfícies no espaço 3D
Para uma superfície definida no espaço 3D, a curvatura média está relacionada a uma unidade normal da superfície:
{\displaystyle 2H=-\nabla \cdot {\hat {n}}}
onde a normal escolhida afeta o sinal da curvatura. O sinal da curvatura depende da escolha da normal: a curvatura é positiva se a superfície se curva "em direção" à normal. A fórmula acima vale para superfícies no espaço 3D definidas de qualquer maneira, desde que a divergência da unidade normal possa ser calculada. A curvatura média também pode ser calculada
{\displaystyle 2H={\text{Traço}}((II)(I^{-1}))}
onde I e II denotam primeira e segunda matrizes quadráticas, respectivamente.
Para o caso especial de uma superfície definida como uma função de duas coordenadas, por exemplo {\displaystyle z=S(x,y)} , e usando a normal apontando para cima, a expressão da curvatura média (dobrada) é
{\displaystyle {\begin{aligned}2H&=-\nabla \cdot \left({\frac {\nabla (z-S)}{|\nabla (z-S)|}}\right)\\&=\nabla \cdot \left({\frac {\nabla S-\nabla z}{\sqrt {1+|\nabla S|^{2}}}}\right)\\&={\frac {\left(1+\left({\frac {\partial S}{\partial x}}\right)^{2}\right){\frac {\partial ^{2}S}{\partial y^{2}}}-2{\frac {\partial S}{\partial x}}{\frac {\partial S}{\partial y}}{\frac {\partial ^{2}S}{\partial x\partial y}}+\left(1+\left({\frac {\partial S}{\partial y}}\right)^{2}\right){\frac {\partial ^{2}S}{\partial x^{2}}}}{\left(1+\left({\frac {\partial S}{\partial x}}\right)^{2}+\left({\frac {\partial S}{\partial y}}\right)^{2}\right)^{3/2}}}.\end{aligned}}}
Em particular em um ponto em que {\displaystyle \nabla S=0}, a curvatura média é metade do traço da matriz Hessiana de {\displaystyle S} .
Se a superfície é adicionalmente conhecida por ser simétrica em relação ao eixo com {\displaystyle z=S(r)} ,
{\displaystyle 2H={\frac {\frac {\partial ^{2}S}{\partial r^{2}}}{\left(1+\left({\frac {\partial S}{\partial r}}\right)^{2}\right)^{3/2}}}+{\frac {\partial S}{\partial r}}{\frac {1}{r\left(1+\left({\frac {\partial S}{\partial r}}\right)^{2}\right)^{1/2}}},}
Onde {\displaystyle {\frac {\partial S}{\partial r}}{\frac {1}{r}}} vem da derivada de {\displaystyle z=S(r)=S\left(\scriptstyle {\sqrt {x^{2}+y^{2}}}\right)} .

### Forma implícita da curvatura média
A curvatura média de uma superfície especificada por uma equação implícita {\displaystyle F(x,y,z)=0} pode ser calculada usando o gradiente {\displaystyle \nabla F=\left({\frac {\partial F}{\partial x}},{\frac {\partial F}{\partial y}},{\frac {\partial F}{\partial z}}\right)} e a matriz Hessiana
{\displaystyle \textstyle {\mbox{Hess}}(F)={\begin{pmatrix}{\frac {\partial ^{2}F}{\partial x^{2}}}&{\frac {\partial ^{2}F}{\partial x\partial y}}&{\frac {\partial ^{2}F}{\partial x\partial z}}\\{\frac {\partial ^{2}F}{\partial y\partial x}}&{\frac {\partial ^{2}F}{\partial y^{2}}}&{\frac {\partial ^{2}F}{\partial y\partial z}}\\{\frac {\partial ^{2}F}{\partial z\partial x}}&{\frac {\partial ^{2}F}{\partial z\partial y}}&{\frac {\partial ^{2}F}{\partial z^{2}}}\end{pmatrix}}.}
A curvatura média é dada por:
{\displaystyle H={\frac {\nabla F\ {\mbox{Hess}}(F)\ \nabla F^{\mathsf {T}}-|\nabla F|^{2}\,{\text{Trace}}({\mbox{Hess}}(F))}{2|\nabla F|^{3}}}}
Outra forma é a divergência da unidade normal. Uma unidade normal é dada por {\displaystyle {\frac {\nabla F}{|\nabla F|}}} e a curvatura média é
{\displaystyle H=-{\frac {1}{2}}\nabla \cdot \left({\frac {\nabla F}{|\nabla F|}}\right).}

## Curvatura média na mecânica dos fluidos
Uma definição alternativa é ocasionalmente usada na mecânica de fluidos para evitar fatores de dois:
{\displaystyle H_{f}=(\kappa _{1}+\kappa _{2})\,} .
Isso resulta na pressão de acordo com a equação de Young-Laplace dentro de uma gota esférica de equilíbrio, sendo a tensão superficial vezes {\displaystyle H_{f}} ; as duas curvaturas são iguais ao recíproco do raio da gota
{\displaystyle \kappa _{1}=\kappa _{2}=r^{-1}\,} .

## Superfícies mínimas

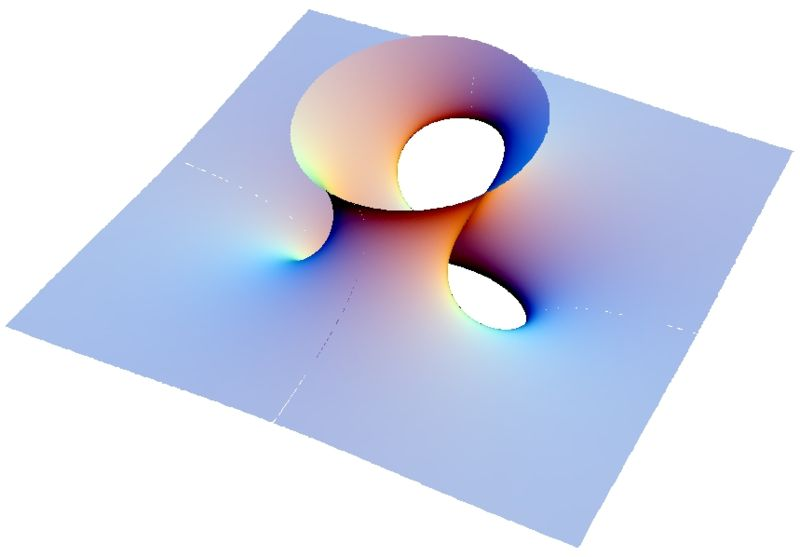
Uma renderização da superfície mínima da Costa.

Uma superfície mínima é uma superfície que possui curvatura média zero em todos os pontos. Exemplos clássicos incluem o catenóide, o helicoide e a superfície Enneper . Descobertas recentes incluem a superfície mínima de Costa e o Gyroid.

### Superfícies CMC
Uma extensão da ideia de uma superfície mínima são superfícies de curvatura média constante. As superfícies de unidade de curvatura média constante do espaço hiperbólico são chamadas superfícies de Bryant .